# Royal Scandinavia
Royal Scandinavia A/S et et dansk designmærke og var en virksomhed, der fremstillede og forhandlede kunstindustrielle produkter. I 2017 blev virksomheden opløst.

## Historie
Grundlaget for Royal Scandinavia blev etableret i 1985 ved en sammenlægning af de danske kunstindustrille virksomheder Kastrup Glasværk A/S, Holmegaard Glasværk A/S, Georg Jensen Sølvsmedie A/S og Den Kongelige Porcelainsfabrik A/S under navnet Royal Copenhagen. Senere blev opkøbt Illums Bolighus A/S og i 1987 Bing & Grøndahl A/S. Hovedaktionær i Royal Copenhagen var Carlsberggruppen.
Royal Copenhagen opkøbte i 1997 den svenske virksomhed Orrefors Kosta Boda AB og skiftede i den forbindelse navn til Royal Scandinavia. De svenske ejere af Orrefors Kosta Boda fik i den forbindelse en mindre ejerandel af Royal Scandinavian. Carlsberg var dog fortsat hovedaktionær. 
I 2000 blev aktiemajoriteten overdraget til den danske kapitalfond Axcel. Efter Axcels overtagelse, blev Illums Bolighus og Holmegaards Glasværk solgt fra til ledelserne i de to selskaber i form af en MBO og i 2005 blev de svenske aktiviteter i Orrefors Kosta Boda afhændet til den svenske virksomhed New Wave Group.
Georg Jensen blev i 2012 solgt til et investeringselskab i Bahrain og kort efter blev Royal Copenhagen solgt til finske Fiskars.